# Ngorchen Kunga Zangpo
Ngorchen Kunga Zangpo (tibétain : ངོར་ཆེན་ཀུན་དགའ་བཟང་པོ, Wylie : ngor chen kun dga' bzang po, THL : ngorchen künga zangpo ; chinois : 俄尔钦·贡噶桑波), né en 1382 et décédé en 1456, est un maître du bouddhisme tibétain, de l'école sakyapa. Il a fondé la tradition Ngor de cette branche, et le monastère de Ngor Éwam Chöden, dans l'actuel bourg-canton de Qugboxung, situé dans la ville-préfecture de Shigatsé, Région autonome du Tibet,.